# کیم سو-دا
کیم سو-دا (انگلیسی: Kim Su-dae؛ زادهٔ ۱۳ مهٔ ۱۹۴۲) بازیکن والیبال اهل کره شمالی بود.